# Achgelisbrücke

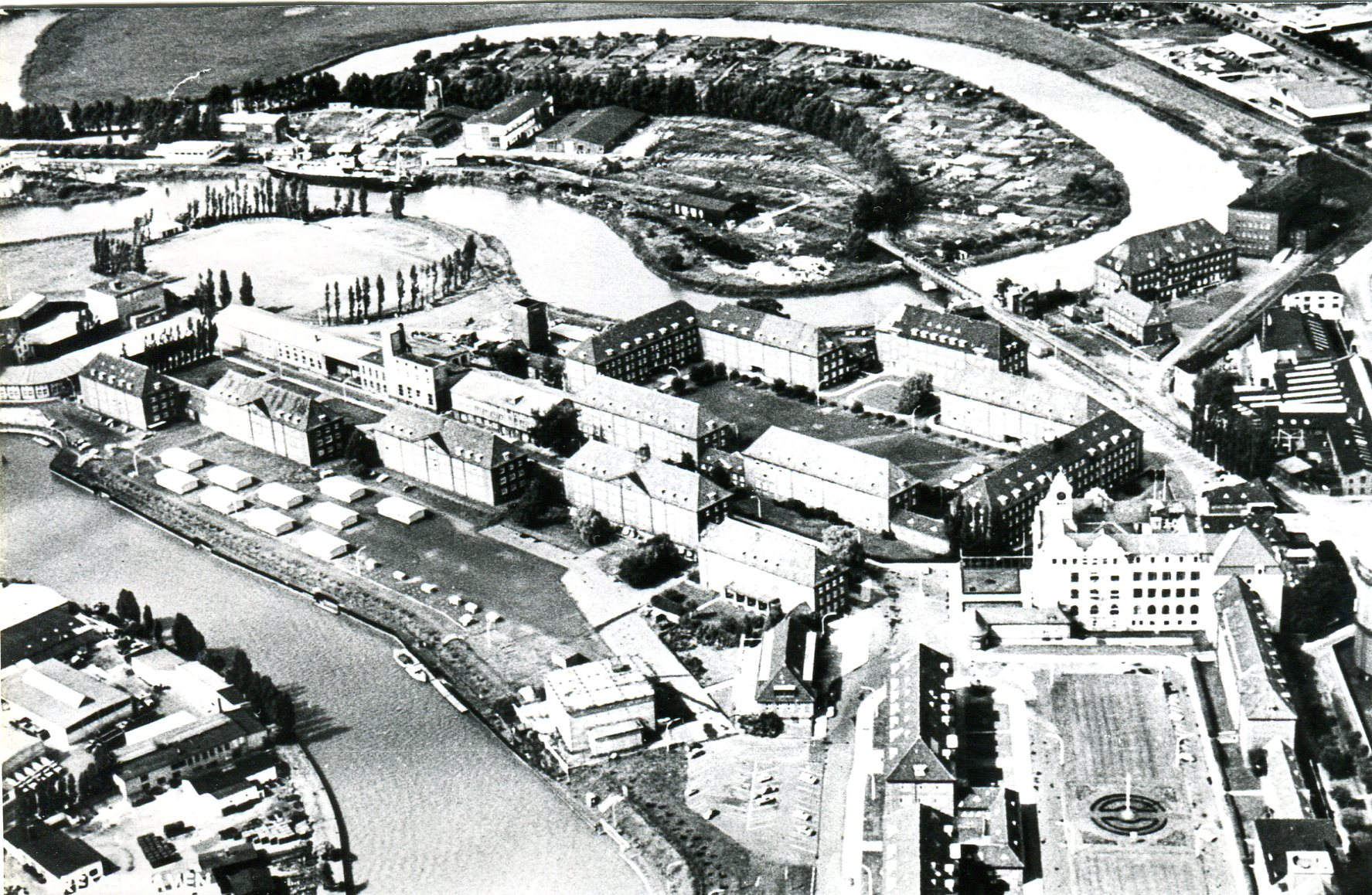
Marineschule und alte Achgelisbrücke

Die Achgelisbrücke in Bremerhaven führt über die Geeste. Benannt nach ihrem ersten Erbauer Heinrich Achgelis (1845–1913), verbindet sie Geestemünde und Mitte. Zu ihrer Geschichte hat Dirk Peters 1995 im Jahrbuch der Männer vom Morgenstern den folgenden Text verfasst.

## Geschichte
Anstelle der fast 100-jährigen maroden und zu engen Eisenbahndrehbrücke entstand in den Jahren 1959/60 eine neue bewegliche Stahlkonstruktion mit geschweißtem Vollwandträger und Holzbohlen, die eine Durchfahrtsbreite von 17,75 m für die Werftneubauten der Schiffbaugesellschaft Unterweser aufwies. Damit hatten die jahrelangen Bemühungen des Unternehmens Erfolg, für ihre Existenzsicherung hier eine breitere Schiffsöffnung zu schaffen. Die Rickmers Werft brauchte die neue Achgelisbrücke, da das Industriegleis für ihre Materialtransporte, die ungefähr einmal pro Tag anfielen, über die Geeste an dieser Stelle geführt wurde. Neben den bei den Schiffbaufirmen und der Bundesbahn wurde die kombinierte Eisenbahn-, Fußgänger- und Fahrradbrücke im Zuge des Geestheller Dammes von der Stadt Bremerhaven für 640.000 DM finanziert.
Die beiden Endpfeiler der Vorgängerbrücke konnten mit in die neue Konstruktion einbezogen werden, während ein neuer Betonsockel als Mittelpfeiler in der Geeste verankert wurde. Der bewegliche Überbau (ungleicharmige Drehbrücke) beträgt 29 m und wird über einen Drehzapfen im südlichen Geesteufer mittels eines elektrischen Antriebes in Fahrt gesetzt. Das feste Brückenteil wurde von der hiesigen Stahlbaufirma Hans Seebeck im Unterauftrag der renommierten Gutehoffnungshütte
Sterkrade angefertigt, die den beweglichen Überbau in ihrem Schwimmdockbetrieb in Blexen bauen ließ. Außerdem wirkte das bekannte örtliche Spezialunternehmen Gustav W. Rogge an diesem interessanten Auftrag mit. Mit einem Schwimmkran wurden beide Brückenteile montiert. Wie so häufig in der technischen Entwicklung wuchsen die Schiffsneubauten der Schiffbaugesellschaft Unterweser schneller, als die Brückenbauer planen konnten, so dass die neue Achgelisbrücke schon 1969 mit
einer Durchfahrtsöffnunq von 22 m versehen werden musste. Aus der Drehkonstruktion entstand eine kombinierte dreh- und klappbare Eisenbahnbrücke, die einzigartig in der deutschen Brückenbaugeschichte sein dürfte. Die Gutehoffnungshütte verkürzte das unbewegliche Uberbauteil
und versah es mit einem klappbaren Arm, der elektrisch angetrieben wurde. Während die drehbare Konstruktion erhalten bleiben konnte, musste der alte Strompfeiler demontiert und einige Meter weiter zum nördlichen Geesteufer hin ein neuer Pfeiler errichtet werden, der für den festen Überbau mit dem Klapparm als Widerlager diente. Dieser etwa 600.000 DM teure Umbau wurde zu zwei Dritteln von der Werft finanziert.

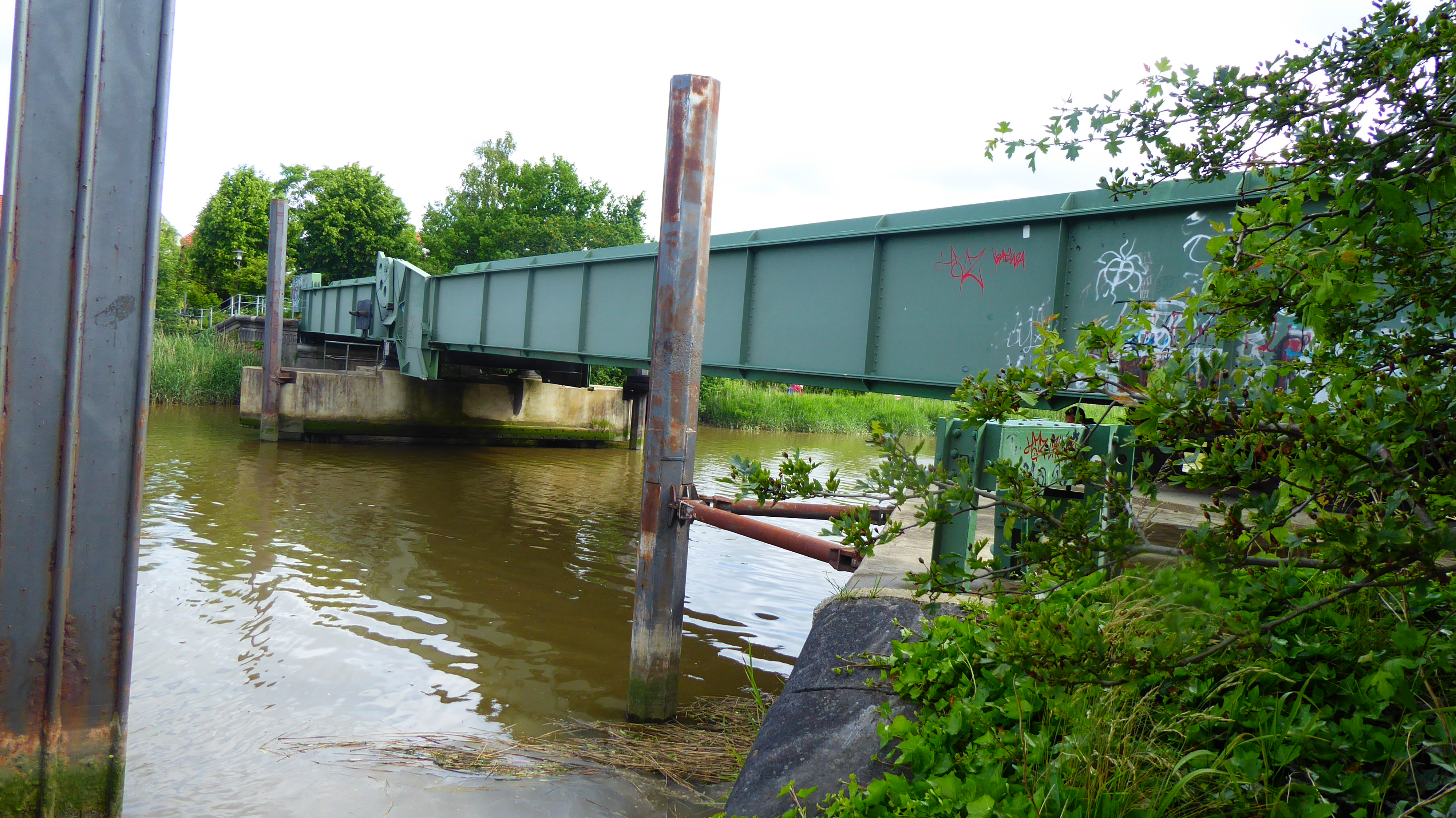
Westseite der Achgelisbrücke (2021)

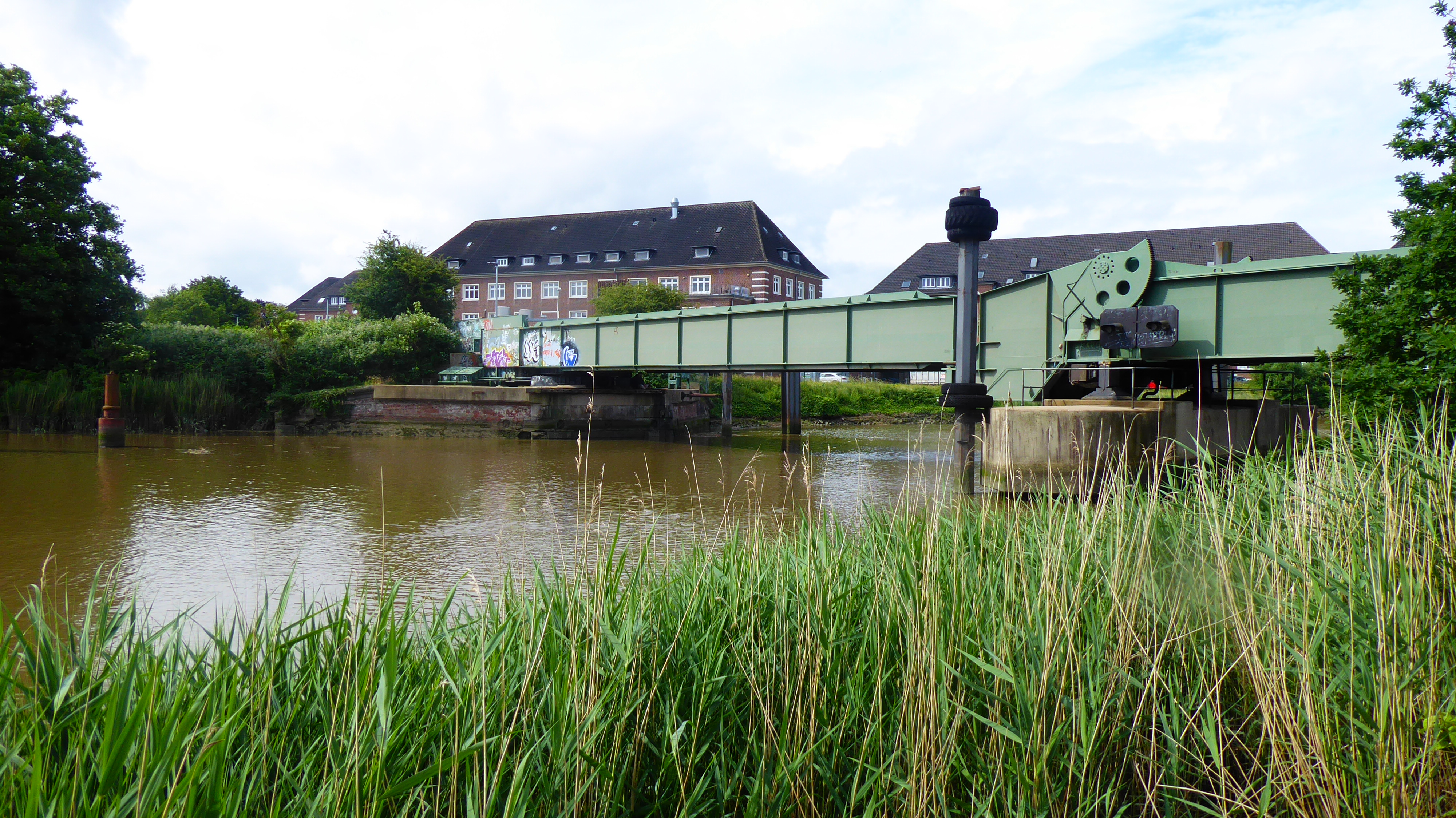
Ostseite, Marineschule (TMS II, MOS)

Nur zehn Jahre später, 1979, wurde dieses Unikum der deutschen Brückenbaugeschichte erneut zum Nadelöhr für die Schichau Unterweser AG, weil sie drei Großfähren mit einer Breite von 23,40 m gegen international schärfste Konkurrenz als Aufträge verbucht hatte, die aber die alte Brücke nicht passieren konnten. Der schon beim ersten Brückenumbau neu gegossene Strompfeiler musste gesprengt und durch einen Ersatzpfeiler, der seinen Standort etwas weiter zum nördlichen Ufer hin erhielt, ergänzt werden. Das drehbare Uberbauteil musste auf 32,50 m erweitert und wegen der Gewichtsverlagerung verstärkt werden, wohingegen die feste Konstruktion mit dem Klappmechanismus verkürzt werden musste. Mit einem Kostenaufwand von 1,7 Millionen DM konnte die bewegliche Achgelisbrücke auf die erforderliche Durchfahrtsbreite von 25,415 m umgebaut werden und hatte sich den Durchfahrtsöffnungen der anderen Dreh- und Klappbrücken, die über die Geeste führen, angepasst. Mit dem Konkurs der ältesten und traditionsreichen Bremerhavener Seeschiffbaufirma, der Rickmers Werft, die 1986 für immer ihre Pforten schloss, hatte auch das Industriegleis über die Achgelisbrücke seine Funktion verloren. Aus der einstigen Eisenbahnbrücke ist heute eine Dreh- und Klappbrücke für den Fußgänger- und Fahrradverkehr entstanden. 1989–1991 erfolgte eine Grundinstandsetzung durch die Firma Rogge. Die Holzbohlen des Überbaus wurden durch einen Stahlbelag ersetzt.

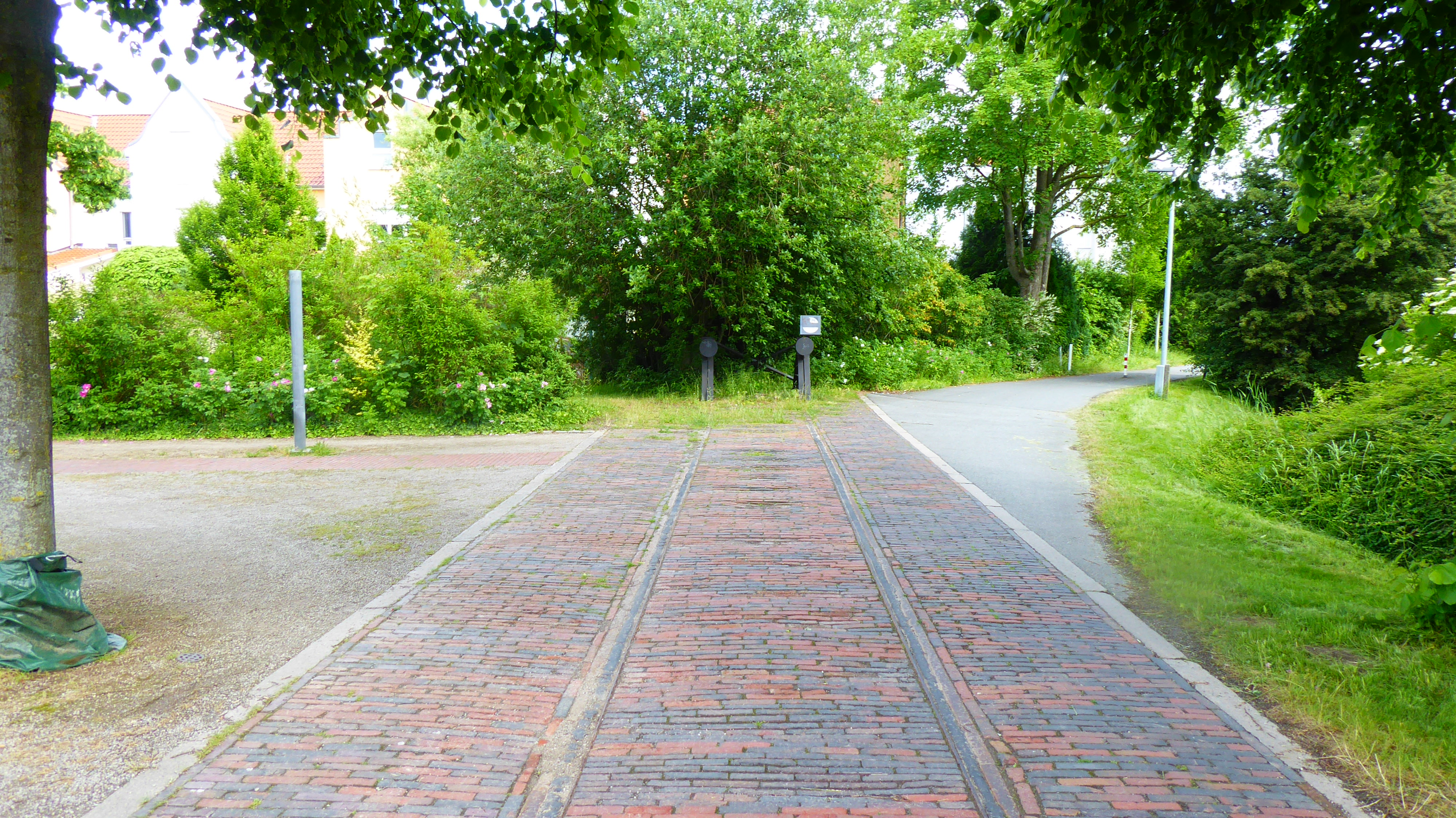
Schienenreste auf der Geesthelle

Nur wenige Schienenüberreste und das Gebäude des ehemaligen Zollinlandbahnhofs in der Moltkestraße erinnern im Stadtbild noch an die einstige große Zeit der Zweigverbindung vom alten Bahnhof Geestemünde in die Bremerhavener Häfen. Von der Rickmers Werft auf der Geesthelle existieren ebenfalls nur noch das historische Werfttor und ein Helgenkran. Teile des weiträumigen Schiffbaugeländes an der Geeste, auf dem viele berühmte Schiffe vom Stapel liefen und auf dem in Spitzenzeiten über tausend Mitarbeiter beschäftigt waren, werden seit 1993 durch einen langgestreckten, fünfgeschossigen und repräsentativen Zweckbau des Bremerhavener Arbeitsamtes ausgefüllt. Leider bezieht dieses moderne Bürogebäude nicht das Flussufer und das maritime Ambiente in die Architektur mit ein. Die jetzige Nutzung symbolisiert vielleicht auch den tiefgreifenden und schmerzhaften Strukturwandel der norddeutschen Küstenregion.